# 시사껫
시사껫(태국어: ศรีสะเกษ)은 태국 북동부의 읍(테사반 므앙)이자, 시사껫 주의 주도이다. 므앙시사껫 군의 일부이고 2008년의 인구는 39,679명이었다.

## 역사
1936년에 쿠칸 읍이 설치되었고 1939년에 시사껫으로 개칭되었다.

## 교통
시사껫에는 방콕 중앙역으로부터 연결되는 북동부 철도가 통과한다.

## 경제
이 지역은 아주 가난하고 주요 작물은 쌀과 고추이다.